# L'Arc-en-Ciel
L'Arc-en-Ciel (Japans: ラルク アン シエル, Raruku an Shieru, Nederlands: De Regenboog) is een Japanse rockband. In 1993 verscheen hun indie debuutalbum Dune. Het album werd goed ontvangen, waarna de band in 1994 een contract aangeboden kreeg bij Sony. In hetzelfde jaar verscheen het album Tierra. In 1995 en 1996 volgden respectievelijk Heavenly en True. Het jaar daarop kwam drummer sakura in aanraking met justitie. Hij verliet de band en werd opgevolgd door Yukihiro.
In 1998 verscheen wederom een album, Heart. Een jaar later brachten ze Ark en Ray op dezelfde dag uit. Beide albums behaalden de eerste plaatsen in de albumlijst. Real, verschenen in 2000, luidde een rustperiode in waarin de bandleden eigen projecten startten. Na de hergroepering in 2003 trad de band op in de Verenigde Staten. In 2005 kwam het album Awake uit en Kiss verscheen in 2007.
De laatste jaren treedt de band nog wel op, maar richten de leden zich tevens op de eerder opgezette projecten.

## Discografie
- Dune (1993)
- Tierra (1994)
- Heavenly (1995)
- True (1996)
- Heart (1998)
- Ark (1999)
- Ray (1999)
- Real (2000)
- Smile (2004)
- Awake (2005)
- Kiss (2007)
- Butterfly (2012)